# ان‌جی‌سی ۶۳۷
ان‌جی‌سی ۶۳۷ (انگلیسی: NGC 637) یک خوشه باز از ستارگان در صورت فلکی شمالی ذات‌الکرسی است که در ۸ نوامبر ۱۷۸۷ توسط ستاره شناس انگلیسی-آلمانی ویلیام هرشل کشف شد.